# Меліса Барбер
Меліса Барбер (англ. Me'Lisa Barber; нар. 4 жовтня 1980) — американська легкоатлетка, яка спеціалізувалася на спринті.
Сестра-близнючка — Мікель — чемпіонка світу з естафетного бігу 4×100 метрів (2007).

## Спортивні досягнення
Чемпіонка світу з естафетного бігу 4×100 метрів (2005) та 4×400 метрів (2003). Фіналістка (5-е місце) чемпіонату світу з бігу на 100 метрів (2005).
Чемпіонка світу в приміщенні з бігу на 60 метрів (2006).
Чемпіонка Універсіади з естафетного бігу 4×400 метрів (2001).
Чемпіонка Панамериканських ігор з естафетного бігу 4×400 метрів (2003). Фіналістка (5-е місце) Панамериканських ігор з бігу на 400 метрів (2003).
Чемпіонка США з бігу на 100 метрів (2005).
Чемпіонка США в приміщенні з бігу на 60 метрів (2006, 2009).